# هونتينغتون ستاشن (نيويورك)
هونتينغتون ستاشن (بالإنجليزية: Huntington Station)‏ هي قرية غير مضمنة في ولاية نيويورك الأمريكية. يبلغ عدد سكانها حسب تعداد سنة 2000: 29,910 نسمة. ويبلغ عددهم حسب تقدير 2007 حوالي:30,500 نسمة.

## التركيبة السكانية
حدّد مكتب تعداد الولايات المتحدة بيانات التركيبة السكانية لهونتينغتون ستاشن في تعداد الولايات المتحدة. في ما يلي، التركيبة السكانية حسب تعدادي 2000 و2010.

### تعداد عام 2000
بلغ عدد سكان هونتينغتون ستاشن 29,910 نسمة بحسب تعداد عام 2000، وبلغ عدد الأسر 9,731 أسرة وعدد العائلات 7,190 عائلة مقيمة في المنطقة السكنية. في حين سجلت الكثافة السكانية 2,106.3 نسمة لكل كيلومتر مربع (5,455.3/ميل2). وبلغ عدد الوحدات السكنية 10,028 وحدة بمتوسط كثافة قدره 706.2 لكل كيلومتر مربع (1,829.0/ميل2).
وتوزع التركيب العرقي للمنطقة السكنية بنسبة 71.55% من البيض و11.56% من الأمريكيين الأفارقة و0.35% من الأمريكيين الأصليين و3.09% من الأمريكيين ذوي الأصول الآسيوية و0.01% من سكان جزر المحيط الهادئ و10.04% من الأعراق الأخرى و3.39% من عرقين مختلطين أو أكثر و22.74% من الهسبانيون أو اللاتينيون من أي عرق.
بلغ عدد الأسر 9,731 أسرة كانت نسبة 40.6% منها لديها أطفال تحت سن الثامنة عشر تعيش معهم، وبلغت نسبة الأزواج القاطنين مع بعضهم البعض 54.4% من أصل المجموع الكلي للأسر، ونسبة 14.3% من الأسر كان لديها معيلات من الإناث دون وجود شريك، بينما كانت نسبة 5.2% من الأسر لديها معيلون من الذكور دون وجود شريكة وكانت نسبة 26.1% من غير العائلات. تألفت نسبة 19.2% من أصل جميع الأسر من عدة أفراد يعيشون في نفس المنزل ونسبة 7% كانت تتألف من شخص يعيش بمفرده يبلغ من العمر 65 عاماً أو أكثر. وبلغ متوسط حجم الأسرة المعيشية 3.06، أما متوسط حجم العائلات فبلغ 3.42.
بلغ العمر الوسطي للسكان 34.7 عاماً. وكانت نسبة 25.6% من القاطنين تحت سن الثامنة عشر، وكانت نسبة 8.6% بين الثامنة عشر والرابعة والعشرين عاماً، ونسبة 34.4% كانت واقعةً في الفئة العمرية ما بين الخامسة والعشرين والرابعة والأربعين عاماً، ونسبة 20.3% كانت ما بين الخامسة والأربعين والرابعة والستين، ونسبة 10.5% كانت ضمن فئة الخامسة والستين عاماً فما فوق. يوجد لكل 100 أنثى 100.3 ذكر، ويوجد لكل 100 أنثى في الثامنة عشر من عمرها فما فوق 98.9 ذكر.
بلغ متوسط دخل الأسرة في المنطقة السكنية 61,760 دولارًا، أما متوسط دخل العائلة فبلغ 67,115 دولارًا. وكان متوسط دخل الذكور 43,349 دولارًا مقابل 32,935 دولارًا للإناث. وسجل دخل الفرد الخاص بالمنطقة السكنية 23,689 دولارًا. وكانت نسبة 7.9% من العائلات ونسبة 11.2% من السكان تحت خط الفقر، وكان من هؤلاء نسبة 16.3% تحت سن الثامنة عشر ونسبة 4.8% في الخامسة والستين من العمر وما فوق.

### تعداد عام 2010
بلغ عدد سكان هونتينغتون ستاشن 33,029 نسمة بحسب تعداد عام 2010، وبلغ عدد الأسر 10,067 أسرة وعدد العائلات 7,449 عائلة مقيمة في المنطقة السكنية. في حين سجلت الكثافة السكانية 2,326 نسمة لكل كيلومتر مربع (6,024.3/ميل2). وبلغ عدد الوحدات السكنية 10,523 وحدة بمتوسط كثافة قدره 741.1 لكل كيلومتر مربع (1,919.4/ميل2).
وتوزع التركيب العرقي للمنطقة السكنية بنسبة 63.97% من البيض و10.88% من الأمريكيين الأفارقة و0.63% من الأمريكيين الأصليين و3.52% من الأمريكيين ذوي الأصول الآسيوية و0.02% من سكان جزر المحيط الهادئ و16.42% من الأعراق الأخرى و4.56% من عرقين مختلطين أو أكثر و36.66% من الهسبانيون أو اللاتينيون من أي عرق.
بلغ عدد الأسر 10,067 أسرة كانت نسبة 40.8% منها لديها أطفال تحت سن الثامنة عشر تعيش معهم، وبلغت نسبة الأزواج القاطنين مع بعضهم البعض 51.4% من أصل المجموع الكلي للأسر، ونسبة 15.6% من الأسر كان لديها معيلات من الإناث دون وجود شريك، بينما كانت نسبة 7.1% من الأسر لديها معيلون من الذكور دون وجود شريكة وكانت نسبة 26% من غير العائلات. تألفت نسبة 19.2% من أصل جميع الأسر من عدة أفراد يعيشون في نفس المنزل ونسبة 7% كانت تتألف من شخص يعيش بمفرده يبلغ من العمر 65 عاماً أو أكثر. وبلغ متوسط حجم الأسرة المعيشية 3.26، أما متوسط حجم العائلات فبلغ 3.56.
بلغ العمر الوسطي للسكان 35.4 عاماً. وكانت نسبة 24.7% من القاطنين تحت سن الثامنة عشر، وكانت نسبة 9.3% بين الثامنة عشر والرابعة والعشرين عاماً، ونسبة 30.6% كانت واقعةً في الفئة العمرية ما بين الخامسة والعشرين والرابعة والأربعين عاماً، ونسبة 25.4% كانت ما بين الخامسة والأربعين والرابعة والستين، ونسبة 10% كانت ضمن فئة الخامسة والستين عاماً فما فوق. وتوزع التركيب الجنسي للسكان بنسبة 51.1% ذكور و48.9% إناث.

## أعلام
- جيريمي غلازر
- كارستن سميث
- ريتشارد ويلسون
- ماثيو مورتنسن
- أنطوان أغوديو